# Демићка
Дèмићка је најснажнија лијева притока Врбање, у коју се улијева у Шипрагама. Извире на падинама Застијења (локализам: Застиње; 1230 м н/в), водно богатог подвлашићког платоа. Извориште је на надморској висини од око 1110 метара, а водоток до Дунића стијена у неким картама се назива Грозничавица. Укупно је дуга око 8 km. Већина од највећих притока јој долази са југоистока, тј. са обронака Облог брда (1127 м) и Бунијевца (907 м): Дјевојачки, Свињчијски и Смрички поток, те Брестовача. Са сјеверозапада, тј. Радохове (Капе: 1230 м) има само једну већу притоку: на мапама је то безимени Демићки поток.
У релативно малом подручју припадајућег међуријечја, осим Демићке, отичу и многе притоке Врбање: Ћорковац, Садика, Дубока и Угар (слив Кобиље и други потоци). Испод Дунића стијена, улази у краћи каон (дубине око 300 м) у односу на село Дунуиће, а затим пролази испод села Демићи (по којем је именована); прије ушћа улази у љевкасту долину око Врбање.